# 奧科約區
奧科約區（西班牙語：Distrito de Ocoyo），是秘魯的一個區，位於該國中南部萬卡韋利卡大區的瓦伊塔拉省，始建於1920年9月6日，面積154.71平方公里，海拔高度1,950米，2005年人口1,462，人口密度每平方公里9.4人。